# Floris van Wickenrode
Floris van Wickenrode is een personage uit de Nederlandse soapserie Goede tijden, slechte tijden, sinds maart 2008 vertolkt door Ruben Lürsen. Hij was tot februari 2009 woonachtig in Meerdijk, nu woont en werkt hij in Sydney, Australië als surfinstructeur.

## Karakter
Floris is een echte levensgenieter en de eeuwige vrijgezel. Hij verzette zich al jong tegen de toekomst die zijn ouders voor hem uitgestippeld hadden. Hij wil graag 'vrij' zijn, zijn eigen gang gaan zonder verantwoording te moeten afleggen. Zo ook in relaties: Floris heeft veel onenightstands en korte relaties gehad en stond bekend als een echte rokkenjager. Door zijn relatie met Barbara Fischer weet hij dat hij zich ook goed kan voelen in langere relaties.

## Verleden

### Jeugd
Floris is opgegroeid in een rijk en stijf milieu waar hij zich al op jonge leeftijd tegen verzette. Zijn ouders wilden graag dat hij rechten ging studeren, maar Floris had daar geen zin in. Hij was veel liever bezig met sport en reizen dan met leren. Op zijn achttiende verlaat hij zijn ouderlijk huis en reist de wereld over.
Op een zeker moment is Floris voetballer bij FC Meerdijk. Hij krijgt een korte relatie met Trudy Pouw, die, zonder dat hij daarvan weet, zwanger van hem raakt.

### Gilbert (1)
In Zuid-Amerika, waar hij op dat moment woont en surfles geeft, leert hij Lorena en Gilbert kennen. Hij begint een affaire met Lorena en ondertussen troggelen hij en zijn partner Lorena en Gilbert veel geld af. Uiteindelijk gaat Floris' partner er met al het geld vandoor.

## Levensloop in Meerdijk

### Aankomst
Vicky is op zoek naar haar biologische vader. Haar moeder Trudy stuurt haar naar verschillende mannen, maar het is voor Vicky steeds snel duidelijk dat haar echte vader nog steeds spoorloos is. Totdat Noud een brief vindt van de familie Van Wickenrode, waarin staat dat Trudy geld krijgt voor de verzorging van Vicky. Het is dan dat Floris in beeld komt: al snel is het duidelijk dat hij ook echt Vicky's biologische vader is. Met een smoes lokken Vicky, Noud en Laura hem naar de Rozenboom, zodat Vicky hem kan aanspreken.
Hij is verbaasd omdat hij niet afwist van Vicky's bestaan en wil in eerste instantie weinig van haar weten. Later neemt hij zijn verantwoordelijkheid op en belooft dat hij zijn best zal doen een goede vader voor haar te zijn.

### Janine, Lorena en Gilbert (2)
Floris is een echte rokkenjager en het duurt niet lang voor hij ook Janine om zijn vinger draait. Vicky is jaloers omdat zij de aandacht van haar vader moet delen met zijn zoveelste scharrel en doet haar best de twee uit elkaar te drijven door Janine het leven zo zuur mogelijk te maken. Ondertussen probeert Lorena in opdracht van Gilbert Floris’ aandacht te trekken, zodat ze hun geld kunnen terugeisen. Het lukt Lorena bovendien om Floris in haar bed te krijgen en het komt haar goed uit dat ze worden betrapt door Janine. Zij ziet in dat een serieuze relatie met Floris er niet in zit en verbreekt de relatie.
Inmiddels wordt de grond flink heet onder Floris’ voeten, aangezien hij doorheeft dat Lorena niet zal opgeven om het geld terug te krijgen. Hij gaat naar zijn moeder Josephine om haar met een smoes geld af te troggelen, maar de leugen komt echter uit. Dan komt Gilbert ten tonele: hij komt zijn geld halen. Floris weigert echter, maar Gilbert houdt vol. Om een betaling te forceren ontvoert hij Vicky en de enige getuige van deze ontvoering, Barbara. Het lukt Floris echter niet om snel veel geld bij elkaar te krijgen en hij zet samen met Laura en Noud een plan op om Vicky vrij te krijgen. Floris gaat naar Gilbert met een koffer vol nepgeld, maar Gilbert heeft dat echter snel door. Hij wil Vicky neerschieten, maar Noud beschermt haar, waardoor hij zelf wordt geraakt. Niet lang daarna arriveert de politie en worden Gilbert en zijn handlanger gearresteerd. Noud herstelt later in het ziekenhuis van zijn verwondingen.
Vicky is in eerste instantie blij dat het voorbij is, maar al snel realiseert ze zich dat zij niet alleen was tijdens de ontvoering. Ze attendeert Floris en de politie erop dat Barbara nog ergens zit opgesloten, en er wordt een zoekactie georganiseerd. Uiteindelijk wordt Barbara bevrijd door Floris. Als Barbara de naam van haar redder hoort, laat ze direct weten dat ze niets met hem te maken wil hebben. Ze heeft immers verhalen gehoord van haar beste vriendin Janine.

### Barbara (1)
Hoewel Barbara eigenlijk afstand wil houden, valt ze toch voor de charmes van Floris. Ze gaan een paar keer uit en al snel laat Barbara weten meer te willen. Ze is echter onzeker tijdens het vrijen, omdat Floris nog niet weet dat ze borstkanker heeft gehad en een borstreconstructie heeft ondergaan. Barbara laat hem weten dat ze het niet ziet zitten om slechts zijn zoveelste flirt te zijn, omdat ze op zoek is naar een vaste relatie.
Later zoekt Floris Barbara op en vertelt haar dat zijn gevoel voor haar anders is dan voor alle andere vrouwen die hij heeft gehad. Hij verklaart echt verliefd op haar zijn en Barbara gaat overstag. Ze wil het wel nog even stilhouden, omdat ze bang is voor de reactie van Janine. Als Barbara vertelt Floris waarom ze zo onzeker was tijdens het vrijen, reageert hij anders dan ze had gedacht: het is voor hem geen obstakel en wil graag verder met haar. Omdat Barbara bij Janine in huis woont, duurt het niet lang voordat Janine Barbara en Floris samen betrapt. Ze is in eerste instantie sceptisch, maar is blij voor Barbara dat ze weer iemand heeft gevonden met wie ze gelukkig kan zijn.

### Josephine
Floris en zijn moeder Josephine hebben geen goede band, onder andere omdat zij het bestaan van Vicky heeft verzwegen. Hij ergert zich dan ook dood aan het feit dat zijn moeder zich opdringt aan Vicky. Floris waarschuwt Vicky voor Josephine, maar zij maakt hem duidelijk dat hij zich vergist in zijn mening over zijn moeder. Het is Vicky die ervoor zorgt dat de band tussen moeder en zoon weer hersteld wordt en Josephine en Floris weer door één deur kunnen.
Het wordt al snel duidelijk dat Josephine aan het dementeren is en dat ze een makkelijk doelwit is voor golddiggers als Lorena, die Floris bovendien maar al te graag een streek wil leveren. Floris en Vicky weten te voorkomen dat Lorena er met Josephines geld vandoor gaat.

### Barbara (2)
Floris’ relatie met Barbara komt echter al snel in moeilijker vaarwater als Floris vindt dat Barbara zich vreemd gedraagt. Ze is afstandelijk en hij denkt dat ze last heeft van bindingsangst. Hij wil dat ze dat toegeeft en geeft hij aan dat hij anders niet verder wil met de relatie. Barbara liegt tegen Floris dat ze inderdaad last heeft van bindingsangst, aangezien ze een veel groter geheim voor hem verzwijgt: ze is betrokken bij de moord op René Meijer en wil Floris erbuiten houden.
Ze maken het goed, maar hun relatie blijft last houden van kleine wederzijdse ergernissen en het is steeds een komen en gaan van twijfels. Deze worden nog eens versterkt na het overlijden van Dorothea. Barbara zit in de put en wil graag steun van Floris, maar hij houdt zich afzijdig. Als zij hem hiermee confronteert, zegt hij dat hij ooit een goede vriend heeft verloren en hij moe werd van alle mensen die zich met hem bemoeiden. Hij laat weten dat hij er voor haar is. Barbara en Floris brengen steeds meer tijd met elkaar door.
Floris weet niet wat hij hoort als Barbara hem vertelt over René Meijer en dat ze zich wil gaan aangeven voor haar betrokkenheid bij de moord. Floris is geschokt maar steunt Barbara in haar beslissing en het is voor hem een opluchting dat hij weet waarom Barbara zich zo raar gedroeg. Hij zet Barbara af bij het politiebureau en neemt afscheid. Hij is verbaasd als hij Barbara nog dezelfde dag terugziet en hoort dat René Meijer nog leeft en ze dus niet medeplichtig is aan moord.
Floris en Barbara komen nog dichter bij elkaar te staan aangezien Barbara zich ergert aan Janine's theorieën over René en wat hij eventueel nog van plan is met de nog levende betrokkenen. Het duurt niet lang voor Barbara het zat is bij Janine; het komt haar goed uit dat Floris haar vraagt om te gaan samenwonen. Hij heeft het erg naar zijn zin met Barbara, maar hij voelt zich opgesloten in Meerdijk. De drang naar vrijheid wordt steeds groter, zeker als een vriend uit Australië hem een baan als surfinstructeur aanbiedt in Sydney. Floris moet een keuze maken tussen zijn vriendin en dochter en de vrijheid in een ander land. Hij bekent aan Barbara dat de stap om te gaan samenwonen voor hem te groot was, maar Barbara vraagt zich af of hij sowieso wel door wil met hun relatie. Floris kiest ervoor zijn leven in Meerdijk op te geven en naar Australië te gaan. Een maand na zijn vertrek krijgt Barbara een brief van Floris, waarin staat dat hij nooit meer terugkomt naar Meerdijk en dat ze elkaar moeten loslaten.

## Familiebetrekkingen
- Hendrik van Wickenrode (vader, overleden)
- Josephine van Wickenrode (moeder)
- Vicky Pouw (1990, dochter)

### Beroepen
- Voetballer bij FC Meerdijk (1989)
- Surfinstructeur in Zuid-Amerika
- Fitnessinstructeur in hotel De Rozenboom (2008-2009)
- Surfinstructeur in Sydney, Australië (2009-)

## Gebruikte bronnen
- Officiële website GTST